# Gene Bertoncini
Gene Bertoncini (* 6. April 1937 in der Bronx in New York City) ist ein US-amerikanischer Jazzgitarrist (akustische Gitarre) und Komponist.

## Leben und Wirken
Bertoncini spielte ab neun Jahren Gitarre und hat einen Abschluss in Architektur von der University of Notre Dame. Er war Mitglied der Band in der „Tonight Show“ von Johnny Carson, in den TV-Bands von Merv Griffin und Skitch Henderson, und arbeitete viel als Studiomusiker. Er spielte u. a. mit Benny Goodman, Buddy Rich (in dessen Band in den 1960er Jahren), Wayne Shorter, Hubert Laws, Clark Terry, Mike Mainieri, Paul Desmond, begleitete Tony Bennett, Lena Horne, Vic Damone, Nancy Wilson, Melissa Stylianou und Eydie Gormé und wurde selbst bei einem Konzert schon vom Orchester der Metropolitan Opera begleitet.
Bertoncini trat außerdem als Solist auf und spielte lange Jahre im Duo mit dem Bassisten Michael Moore, mit dem er 1982 bis 1989 jeden Sonntag im „Zinno“ in Greenwich Village auftrat, bevor Moore nach Indien zog. Bertoncini spielt auf akustischer Gitarre (mit Nylon-Saiten) und benutzt selten einen Verstärker. Neben Jazzstandards und klassischen Adaptionen improvisiert er viel über südamerikanische Kompositionen, besonders von Antônio Carlos Jobim. Er hat mehrere CDs veröffentlicht, u. a. ein Trioalbum mit Bill Charlap und Sean Smith sowie die Solo-Alben Someone to Light Up My Life, Acoustic Romance, Quiet Now sowie mit Kenny Poole das Duoalbum East Meets West. Bertoncini unterrichtet an der Eastman School of Music und an der William Patterson University. Von 1990 bis 2008 spielte er regelmäßig Montags und Donnerstag im New Yorker La Madeleine (in der 43. Straße). 2008 trat er u. a. mit Bucky Pizzarelli im Duo auf. 2003 war er in Deutschland auf Tour mit den Gitarristen Mundell Lowe und John Pisano.